# 보상시스템
보상시스템(Reward system)은 신경과학, 생물학, 생리심리학, 동물행동학 및 행동주의 심리학 그리고 인지주의 심리학등 생물학과 심리학등에 있어서 환경에 처한 개체가 생존과 번식을 전제하는 행동의 선택 메카니즘에서 사용하는 생물학적 주요 생리현상이다. 한편 심리학에서 구성개념으로 보상은 신체적으로나 정신적으로 열등함을 의식할 때, 다른 측면의 일을 잘 해냄으로써 그것을 보충하려는 마음의 작용을 가리키기도 한다.

## 자원
조작적 조건형성의 원리는 강화(强化,Reinforcement)와 관련해서 행동과 강화물에 의해 선택되고 구체화되는 행위를 가리킬 경우에서 이러한 과정을 보상시스템으로 표현한다. 그러나 보상은 자원을 제공한다는 점에서 보다 비싼 비용을 지불해야한다는점과 처벌은 이러한 비용을 지불할 자원이 없더라도 가능하다는점에서 문화적으로 역사적으로 보상보다 처벌이 제도적으로 더 발달되어왔을수있다는 사회과학적 자료들이 언급된바있다. 한편 생물학적으로나 심리학적으로 보상에 비해서 처벌은 '행위와 처벌간에 객관적이고 합리적인 타당성이 보다 강해야한다는 점에서 처벌이 목적하는 행동의 감소를 위한 필요충분조건에서 불안정하다'는 전제에서 처벌이 보상보다 더 효과적이지 않다는 입장을 지지하는 연구결과는 있지만 동등하거나 더 우월하다는 구체적인 자료는 없는것으로 알려져있다.

## 같이 보기
- 근접발달영역
- 싸움-도주 반응